# LIVE BEST 1995-1999
『LIVE BEST 1995-1999』（ライブ・ベスト 1995-1999）は、CHAGE&ASKA（現：CHAGE and ASKA）のライブ・ビデオ。1999年12月31日にDVDで発売された。発売元は東芝EMI。

## 概要
1995年、96年のアジアツアー『ASIAN TOUR II ‐ MISSION IMPOSSIBLE -SUPPORTED by NEC-』と1999年のアコースティックライブ『20th Anniversary Premium Live -Supported by NEC-』の中から5曲ずつセレクトし、更にCHAGE、ASKAのそれぞれのソロコンサートからも1公演に1曲ずつ収録。
本作はVHSはなくDVDのみで発売された。
音声は5.1chサラウンド仕様となっている。

## 収録曲
1. SAY YES (『ASIAN TOUR II ‐ MISSION IMPOSSIBLE -SUPPORTED by NEC-』より)
作詞・作曲：飛鳥涼
2. 何日君再来 (『ASIAN TOUR II ‐ MISSION IMPOSSIBLE -SUPPORTED by NEC-』より)
3. Something There (『ASIAN TOUR II ‐ MISSION IMPOSSIBLE -SUPPORTED by NEC-』より)
作詞：飛鳥涼　英訳詞：Charlie Midnight　作曲：飛鳥涼
4. YAH YAH YAH (『ASIAN TOUR II ‐ MISSION IMPOSSIBLE -SUPPORTED by NEC-』より)
作詞・作曲：飛鳥涼
5. On Your Mark (『ASIAN TOUR II ‐ MISSION IMPOSSIBLE -SUPPORTED by NEC-』より)
作詞・作曲：飛鳥涼
6. THE RIVER (『20th Anniversary Premium Live -Supported by NEC-』より)
作詞・作曲：飛鳥涼
7. 群れ (『20th Anniversary Premium Live -Supported by NEC-』より)
作詞・作曲：飛鳥涼
8. NとLの野球帽(『20th Anniversary Premium Live -Supported by NEC-』より) 
作詞・作曲：CHAGE
9. PRIDE (『20th Anniversary Premium Live -Supported by NEC-』より)
作詞・作曲：飛鳥涼
10. no no darlin' (『20th Anniversary Premium Live -Supported by NEC-』より)
作詞・作曲：飛鳥涼
11. 夢 (『CHAGE“大いに唄う”in 武道館』より)
作詞・作曲：CHAGE
12. トウキョータワー (『CHAGE CONCERT TOUR Feeling Place -Supported by NEC-』より)
作詞・作曲：CHAGE
13. 月が近づけば少しはましだろう (『ASKA CONCERT TOUR ID-SUPPORTED by NEC-』より)
作詞・作曲:飛鳥涼
14. Now (『ASKA concert tour kicks　-Supported by NEC-』より)
作詞・作曲:飛鳥涼

### 隠しトラック
1. VISION (PV)
作詞・作曲:CHAGE　編曲：西川進
2. 群れ (PV)
作詞・作曲：飛鳥涼　編曲：飛鳥涼・十川知司